# Падина (област Силистра)
Вижте пояснителната страница за други значения на Падина.
Падина е село в Североизточна България. То се намира в община Главиница, област Силистра.

## География
Село Падина се намира на 56,3 км от Силистра, на 7,4 км от Главиница и на 32,3 км от Тутракан.
Селото се намира на 401 км от столицата София и на 147 км от град Букурещ.
Селото се намира на територията на историко-географската област Южна Добруджа.
Климатът е умереноконтинентален с много студена зима и горещо лято. Районът е широко отворен на север и на североизток. През зимните месеци духат силни, студени североизточни ветрове, които предизвикват снегонавявания. През лятото често явление е появата на силни сухи ветрове, които пораждат ерозия на почвата. Преобладаващата надморска височина е от 140 до 157 м. Почвите са плодородни – черноземи. Отглежда се главно пшеница, царевица и слънчоглед.

## История
Старото име на селото е било Давулджълар (Daulcılar / Davızlar). От 1913 до 1940 година, село Падина попада в границите на Румъния, която тогава окупира Южна Добруджа. По силата на Крайовската спогодба село Падина е върнато на България през 1940 г.